# Serrurier
Pour les articles homonymes, voir Serrurier (homonymie).
Serrurier est un métier qui englobe certaines activités liées à la sécurité et la construction métallique, en particulier les serrures.

## En France
Le « serrurier-métallier » réalise des objets métalliques à partir de laminés (barres d'acier sorties des hauts-fourneaux) ou de profils d'acier, d'aluminium, d'acier inoxydable ou occasionnellement d'autres alliages métalliques allant du cuivre au laiton en passant par le titane et tout autre alliage :
- La menuiserie métallique : portes, fenêtres, baies vitrées, vérandas, verrières...
- Le mobilier d'agencement : meubles, tables, chaises...
- La ferronnerie d'art : ensembles en fer forgé, portails, portillons...
- La serrurerie : ouverture de portes, pose et réparation de serrures, fenêtres, portes, ferme-portes, anti-panique...
- La charpente métallique : réalisation de charpentes, d'escalier droit, balancé ou hélicoïdal (l'escalier étant considéré comme charpente).

Il s'occupe aussi du blindage des bâtis de portes et fenêtres et du montage/démontage des éléments construits en atelier ou des charpentes.
Le Dépannage en France :
D'après la Direction générale de la concurrence, de la consommation et de la répression des fraudes (DGCCRF), la serrurerie est l'activité engendrant le plus grand nombre de plaintes des consommateurs lors de dépannages d'urgence. 
Différentes tentatives existent pour tenter d'assainir la profession, comme le développement d'une formation en alternance mention "Serrurier de Ville", créée en 2016 à l'initiative de la Chambre Professionnelle de Métallerie Serrurerie du Grand Paris et dispensée par le Centre de Formation d'Apprentis (CFA) de Saint-Denis (Seine-Saint-Denis), ou la création d'un label professionnel.
Il est recommandé aux consommateurs de s'informer correctement avant de faire appel à un serrurier, en vérifiant que celui-ci dispose d'un numéro de Siret et est qualifié en serrurerie et recommandés par des sources vérifiées, qui dresseront un devis avant l'intervention. Si vous faites appel à Internet, vérifier bien sur le site du "serrurier" les "mentions légales" et que celui-ci est bien situé en France.
Il n'est pas obligé que le dépanneur possède un magasin de serrurerie. S'agissant d'une profession réglementée, il doit posséder une qualification. Afin de pallier les dérives dans le domaine du dépannage d'urgence, le législateur a donc prévu l'obligation de posséder un titre homologué pour toutes interventions liées au dépannage en serrurerie. Il s'agit du titre homologué de niveau IV : "Serrurier Dépanneur Installateur" inscrit au Registre National des Certifications Professionnelles (RNCP) d'un niveau équivalent au BAC PRO.
Un seul centre de formation délivre ce titre homologué Certifié par l'Etat. Ce centre de formation est situé à Crosne (91) et possède un site internet dédié exclusivement à cette formation. Le titre est délivré après une formation continue de 4 semaines en continu et la vérification des connaissances validée par un jury de professionnels. Au 01/01/2024, le coût de cette formation est de 3 900€. Ce coût peut être pris en charge partiellement ou totalement notamment dans le cadre du CPF.
Le dépanneur en serrurerie sera donc soit Artisan dans cette branche soit possesseur de ce titre homologué lui permettant d'exercer. L'un comme l'autre pourront se prévaloir d'être "Serrurier Certifié".
Dans le domaine de la serrurerie fabrication et d'orientation BTP, les formations professionnelles vont du CAP au BTS :
- CAP serrurier-métallier,
- BP serrurerie, métallerie,
- Bac pro ouvrages du bâtiment : métallerie,
- Bac STI2D (sciences et technologies de l'industrie et du développement durable),
- BTS CRCI : conception et réalisation en chaudronnerie industrielle.

Le serrurier métallier peut se spécialiser dans la ferronnerie d’art, dans le travail de l’aluminium en suivant une formation complémentaire. Avec de l’expérience, il peut devenir contremaître et encadrer une équipe ou s’installer à son compte, notamment dans les équipements de sécurité. Le secteur du bâtiment (charpente, structure métallique, équipement de sécurité) est le client le plus important des entreprises de serrurerie.
En Suisse, il n'existe pas de formation spécifique à la serrurerie, le certificat fédéral de capacité en construction métallique ouvre l'accès à la profession.

## En Belgique
En Belgique, il existe une formation spécifique à la serrurerie, le certificat fédéral de capacité en construction métallique. Le métier de serrurier n'a pas besoin d'un accès à la profession en Belgique.
En Belgique, le métier de serrurier n'est pas spécifiquement protégé par une réglementation stricte. Cependant, il existe des associations professionnelles qui promeuvent les normes et la qualité dans ce domaine[réf. nécessaire].
En Belgique, il existe plusieurs associations professionnelles liées au métier de la serrurerie, visant à promouvoir des normes élevées et à garantir la qualité des services. Quelques-unes de ces associations incluent :  
1. **Confédération Construction**: Cette organisation représente les entreprises de construction en Belgique, y compris celles opérant dans le secteur de la serrurerie et de la sécurité.
2. **Fédération Nationale des Artisans Serruriers (FENAS)**: Cette fédération regroupe les artisans serruriers et promeut l'échange de connaissances et de meilleures pratiques dans le secteur.
3. **Confédération des Artisans et Petites Entreprises du Bâtiment (CAPEB)**: Bien que basée en France, la CAPEB a des affiliations en Belgique et soutient les artisans du bâtiment, y compris les serruriers.
4. **Fédération des Entrepreneurs Généraux de la Construction (FEGC)**: Cette fédération représente les entrepreneurs généraux de la construction et peut également englober des entreprises de serrurerie.
5. **Fédération Belge de la Sécurité (Febelsafe)**: Bien que plus axée sur la sécurité en général, Febelsafe peut également être pertinente pour les serruriers spécialisés dans les systèmes de sécurité.
Ces associations fournissent des ressources, des formations et des informations pour aider les serruriers à maintenir des normes de qualité élevées et à se tenir au courant des développements du secteur.

## bibliographie
- Jean Mourier, « Une longue lignée de serruriers au Puy : les Coquery », bulletin historique de la Société Académique du Puy-en-Velay et de la Haute-Loire, Le Puy-en-Velay, t. XCVII,‎ 2021